# Leigh (Surrey)
Pour les articles homonymes, voir Leigh.
Leigh est une paroisse civile et un village du Surrey, en Angleterre.